# Gven Stefani
Gven Rene Stefani (engl. Gwen Renée Stefani, 3. oktobar 1969) je američka pevačica, pisac pesama i modni dizajner, a u par navrata je glumila u filmovima. Stefani je glavni vokal rok grupe No Doubt. Stefani je snimila Love. Angel. Music. Baby., njen prvi solo album (2004). Album je inspirisan muzikom iz osamdesetih i bio je veoma uspešan prodala je 7 miliona kopija. Treći singl tog albuma "Hollaback Girl" je prva pesma u SAD koju je preko interneta kupilo milion ljudi. Njen drugi solo album "The Sweet Escape" (2006) uključuje pesme "Wind It Up", "4 in the Morning" i najprodavaniji singl "Sweet Escape". Uključujući njen rad sa No Doubt, Stefani je prodala preko 40 miliona albuma širom sveta. Osvojila je nagradu za Najprodavaniju Novu Žensku Umetnicu na Svetskoj Muzičkoj dodeli nagrada 2005.
Godine 2003, izdala je liniju odeće L.A.M.B., svoju kolekciju je proširila 2005. linijom Harajuku Lovers, inspirisale ju je japanska kultura i moda. Stefani izvodi muziku i pojavljuje se na javnim mestima sa četiri plesačice pod imenom Harajuku Girls. Udala se za britanskog muzičara Gavin-a Rossdale-a 2002. i imaju dva sina: Kingston James McGregor Rossdale, rođen 26. maja 2006. i Zuma Nesta Rock Rossdale, rođen 20. avgusta 2008.

## Umetnost

### Glasovne mogućnosti
Stefanini neobični i dinamični vokali poznati su po "dubokom vibratu" i Stefanin glas je opisivan kao "jedinstven". U njenom singlu "Cool" Stefani peva tonove dve oktave. Stefani je nominovana za Gremi nagrade pet puta 2006. god. koje uključuju Najbolji Ženski Pop Vokal Koncert i Najbolji Ženski Pop Vokal Album.

### Imidž
Stefani je počela da nosi bindi sredinom devedesetih, posle prisustvovanja na nekoliko porodičnih okupljanja porodice Tonija Kanala koji je poreklom iz Indije. Tokom pevanja u bendu No Doubt, Stefani je nosila ovu dekoraciju na čelu u nekoliko njihovih spotova što je dovelo do popularnosti ovog modnog detalja 1997. 1995. godine je u spotu "Just a Girl" privukla pažnju otkrivanjem stomaka i od tada često nosi majice koje ga otkrivaju. Stefanina šminka uključuje svetao puder, jak crveni karmin i zaobljene obrve o tome je pisala u pesmi "Magic's in the Makeup" za bend No Doubt i pitajući se "Ako je magija u šminki, ko sam ja?".
Stefani je prirodna brineta, ali njena kosa nije bila svoje prirodne boje još od kad je išla u deveti razred (1. srednje). Od 1994. ima platinasto plavu kosu. Stefani je o ovome pevala u pesmi "Platinum Blonde Life" ("Platinasto Plavi Život") na Rock Steady-ju. Stefani se 1998. ofarbala u azurno plavu boju,a 2000. u roze pink boju, na omotu albuma Return of Saturn (Povratak Saturna) imala je roze kosu.
Godine 2006. Stefani je modifikovala svoj imidž, inspirisana ulogom Mišel Fajfer u filmu Scarface (1983). Novi imidž je uključivao dva slova G okrenuta jedno od drugog, takav logo je nosila na dijamantskom ključu oko vrata i on je postao motiv promocije albuma The Sweet Escape. U januaru 2007. Stefani je sve zabrinula naglim i brzim mršavljenjem posle trudnoće. Tvrdila je da je smršala putem dijete i redovnog treniranja, ali je priznala da je bila opsednuta mršavljenjem zbog novih trendova. Kasnije je rekla da je na dijeti još od šestog razreda da bi stala u veličinu 4 (34 po evropskim merama) dodajući: "To je borba koja još uvek traje i pravi je košmar. Ali ja previše volim odeću, i oduvek sam želela da nosim odeću koju sama pravim." 22. septembra 2010. napravljena je voštana figura Gven u muzeju voštanih figura Madame Tussauds u Las Vegasu.
Gven je veliki prijatelj sa poznatim teniserom Rodžerom Federerom i često prisustvuje njegovim mečevima.

### Inspiracija
Stefani je mnogo puta bila poređena sa pop pevačicom Madonom. 2007. rekla je magazinu Elle: "Njen raniji rad me je mnogo inspirisao.". Međutim, Madona je rekla novinaru: "Ona me kopira!", našta je Stefani rekla: "Neki ljudi kažu da je kopiram. Ali pokažite mi jednu devojku mojih godina koju Madona nije inspirisala.". Stefani su magazini The Hollywood Reporter i People nazvali "nova Madona". Neki kritičari su album Love. Angel. Music. Baby. doživeli kao imitaciju Madone.

### Harajuku devojke
Kada je izdat Stefanin prvi solo album pažnju javnosti je privukla grupa od četiri plesačice, Harajuku devojke, nazvane po predelu oko Harajuku Stanice u Tokiu, Japan. Stefani tretira plesačice, koje se pojavljuju u odeći inspirisanoj Gothic Lolita modom, kao plodove svoje mašte. Stefanino oblačenje je takođe inspirisano Japanskom modom, njen stil je opisan kao kombinacija Kristijana Diora i Japana. Plesna grupa se pojavljuje u njenim spotovima, slikama za novine i na omotu albuma Love. Angel. Music. Baby. u kome je jedna pesma nazvana po njima i njima je i posvećena. Harajuku devojke su išle sa Stefani na turneju Harajuku Lovers Tour 2005.

## Filantropija
Godine 2011, posle zemljotresa i cunamija u Japanu, Stefani je donirala milion dolara japanskoj fondaciji Spasimo decu (Save the Children) koja je napravljena povodom te nesreće. Stefani je vodila aukciju na eBay-ju od 11. do 25. aprila 2011, dozvoljavajući učesnicima da pokušaju da kupe starije stvari iz njenog ormana, majice koje je ona lično dizajnirala i potpisala, kao i ulaznice za privatnu čajanku, tema Harajuku, na kojoj je ona sama domaćin 7. juna 2011. u Japanskom kafiću u Las Vegasu, sav prihod naravno ide fondaciji Save the Children. Na 2011 Cannes Film Festivalu na amfAR gala večeri Stefani je dala na aukciju haljinu koju je tada nosila i sakupila je 125 000 dolara za dobrotvorne svrhe.

## Diskografija
- Love. Angel. Music. Baby. (2004)
- The Sweet Escape (2006)
- This Is What the Truth Feels Like (2016)
- You Make It Feel Like Christmas (2017)

### Videografija
| Spot                                          | Godina | Režiser                 |
| --------------------------------------------- | ------ | ----------------------- |
| South Side                                    | 2000   | Joseph Kahn             |
| Let Me Blow Ya Mind                           | 2001   | Philip Atwell           |
| What You Waiting For?                         | 2004   | Francis Lawrence        |
| Rich Girl (featuring Eve)                     | 2004   | David LaChapelle        |
| Hollaback Girl                                | 2005   | Paul Hunter             |
| Cool                                          | 2005   | Sophie Muller           |
| Can I Have It Like That                       | 2005   | Paul Hunter             |
| Luxurious (featuring Slim Thug)               | 2005   | Sophie Muller           |
| Serious                                       | 2005   | Sophie Muller           |
| Crash                                         | 2006   | Joseph Kahn             |
| Wind It Up                                    | 2006   | Joseph Kahn             |
| The Sweet Escape (featuring Akon)             | 2006   | Joseph Kahn             |
| 4 in the Morning                              | 2007   | Sophie Muller           |
| Now That You Got It (featuring Damian Marley) | 2007   | The Saline Projec       |
| Early Winter                                  | 2007   | Sophie Muller           |
| Baby Don't Lie                                | 2014   | Sophie Muller/Weirdcore |
| Spark the Fire                                | 2014   | Sophie Muller/Weirdcore |
| Used to Love You                              | 2015   | Sophie Muller           |
| Make Me Like You                              | 2016   | Sophie Muller           |
| Misery                                        | 2016   | Sophie Muller           |
| You Make It Feel Like Christmas               | 2018   | Sophie Muller           |
| Nobody But You                                | 2020   | Sophie Muller           |
| Let Me Reintroduce Myself                     | 2021   | Sophie Muller           |
| Slow Clap                                     | 2021   |                         |

## Turneje
- Harajuku Lovers Tour 2005 (2005)
- The Sweet Escape Tour (2007)

## Spoljašnje veze
- Zvanični sajt